# Casatus (Toreut)
Casatus war ein antiker römischer Toreut (Metallarbeiter), der in der zweiten Hälfte des 1. Jahrhunderts tätig war. Als Wirkort wird entweder Niedergermanien oder Oberitalien angenommen.
Casatus ist heute nur noch aufgrund von zwei Signaturstempeln auf Bronzegefäßen bekannt, die beide in einem Brandgrab in Sausenheim, Landkreis Bad Dürkheim gefunden wurden. Die Signatur lautet lateinisch CASATUVS FEC[IT], Casatus hat es gemacht. Bei den Stücken handelt es sich um:
1. Bronzegefäß, gefunden in einem Brandgrab in Sausenheim, Landkreis Bad Dürkheim; heute im Historischen Museum der Pfalz in Speyer.[1]
2. Bronzegefäß, gefunden in einem Brandgrab in Sausenheim, Landkreis Bad Dürkheim; heute im Historischen Museum der Pfalz in Speyer.[2]

## Einzelbelege
1. ↑  Inventarnummer 1875/A; Richard Petrovszky: Studien zu römischen Bronzegefäßen mit Meisterstempeln. Leidorf, Buch am Erlbach 1993, S. 217, Nr. C.08.01; CIL 13, 10027,15.
2. ↑  Inventarnummer 1875/B; Richard Petrovszky: Studien zu römischen Bronzegefäßen mit Meisterstempeln. Leidorf, Buch am Erlbach 1993, S. 217, Nr. C.08.02; CIL 13, 10027,15.

| Personendaten    | Personendaten                              |
| ---------------- | ------------------------------------------ |
| NAME             | Casatus                                    |
| KURZBESCHREIBUNG | antiker römischer Toreut                   |
| GEBURTSDATUM     | 1. Jahrhundert v. Chr. oder 1. Jahrhundert |
| STERBEDATUM      | 1. Jahrhundert oder 2. Jahrhundert         |